# Населення Зімбабве
Населення Зімбабве. Чисельність населення країни на липень 2016 року становила 14,5 млн осіб (72-ге місце у світі). Оцінка кількості населення цієї держави враховує ефекти зайвої смертності через захворювання на СНІД. Чисельність зімбабвійців стабільно збільшується, народжуваність 2015 року становила 32,26 ‰ (34-те місце у світі), смертність — 10,13 ‰ (41-ше місце у світі), природний приріст — 2,21 % (39-те місце у світі) . 

## Природний рух

### Відтворення
Народжуваність у Зімбабве, станом на 2015 рік, дорівнює 32,26 ‰ (34-те місце у світі). Коефіцієнт потенційної народжуваності 2015 року становив 3,53 дитини на одну жінку (45-те місце у світі). Рівень застосування контрацепції 58,5 % (станом на 2010 рік). Середній вік матері при народженні першої дитини становив 20,5 року, медіанний вік для жінок — 25—29 років (оцінка на 2011 рік).
Смертність в Зімбабве 2015 року становила 10,13 ‰ (41-ше місце у світі).
Природний приріст населення в країні 2015 року становив 2,21 % (39-те місце у світі).

### Вікова структура

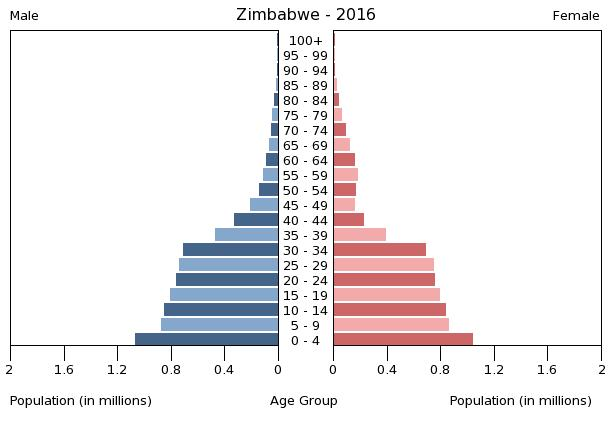
Віково-статева піраміда населення Зімбабве, 2016 рік

Середній вік населення Зімбабве становить 20,6 року (188-ме місце у світі): для чоловіків — 20,5, для жінок — 20,8 року. Очікувана середня тривалість життя 2015 року становила 57,05 року (205-те місце у світі), для чоловіків — 56,54 року, для жінок — 57,57 року.
Вікова структура населення Зімбабве, станом на 2015 рік, виглядає таким чином:
- діти віком до 14 років — 37,88 % (2 723 586 чоловіків, 2 666 624 жінки);
- молодь віком 15—24 роки — 21,65 % (1 550 518 чоловіків, 1 530 737 жінок);
- дорослі віком 25—54 роки — 33,4 % (2 485 086 чоловіків, 2 267 125 жінок);
- особи передпохилого віку (55—64 роки) — 3,57 % (184 517 чоловіків, 324 079 жінок);
- особи похилого віку (65 років і старіші) — 3,49 % (193 928 чоловіків, 303 341 жінка)[1].

### Шлюбність— розлучуваність
Середній вік, коли чоловіки беруть перший шлюб, дорівнює 24,6 року, жінки — 19,9 року, загалом — 22,3 року (дані за 2012 рік).

## Розселення
Густота населення країни 2015 року становила 40,3 особи/км² (180-те місце у світі).

### Урбанізація
Зімбабве середньоурбанізована країна. Рівень урбанізованості становить 32,4 % населення країни (станом на 2015 рік), темпи зростання частки міського населення — 2,3 % (оцінка тренду за 2010—2015 роки).
Головні міста держави: Хараре (столиця) — 1,501 млн осіб (дані за 2015 рік).

### Міграції
Річний рівень еміграції 2015 року становив 0 ‰ (77-ме місце у світі). Цей показник не враховує різниці між законними і незаконними мігрантами, між біженцями, трудовими мігрантами та іншими.

#### Біженці й вимушені переселенці
Станом на 2015 рік, у країні постійно перебуває 5,4 тис. біженців з Демократичної Республіки Конго. У той самий час у країні, станом на 2015 рік, присутнє невизначене число внутрішньо переміщених осіб через сутички під час виборів 2008 року, порушення прав людини, земельну реформу, економічну катастрофу.
У країні мешкає 300,0 тис. осіб без громадянства.
Зімбабве є членом Міжнародної організації з міграції (IOM).

## Расово-етнічний склад
| Етнічний склад (2012 рік) | Етнічний склад (2012 рік) | Етнічний склад (2012 рік) | Етнічний склад (2012 рік) | Етнічний склад (2012 рік) |
| ------------------------- | ------------------------- | ------------------------- | ------------------------- | ------------------------- |
| Етнос:                    |                           |                           | Відсоток:                 |                           |
| народи банту              | народи банту              |                           | 99.4%                     | 99.4%                     |
| інші                      | інші                      |                           | 0.6%                      | 0.6%                      |

Головні етноси країни: народи банту (шона, ндебеле та ін.) — 99,4 %, інші — 0,6 % населення (оціночні дані за 2012 рік).

## Мови
| Мови Зімбабве (2015 рік) | Мови Зімбабве (2015 рік) | Мови Зімбабве (2015 рік) | Мови Зімбабве (2015 рік) | Мови Зімбабве (2015 рік) |
| ------------------------ | ------------------------ | ------------------------ | ------------------------ | ------------------------ |
| Мова:                    |                          |                          | Відсоток:                |                          |
| шона                     | шона                     |                          | 70%                      | 70%                      |
| ндебеле                  | ндебеле                  |                          | 20%                      | 20%                      |
| англійська               | англійська               |                          | 2.5%                     | 2.5%                     |
| інші                     | інші                     |                          | 7.5%                     | 7.5%                     |

Офіційні мови: шона (найбільш поширена), ндебеле, англійська. Інші поширені мови: 12 мов нацменшин — чева, чибарве, каланга, койсанська, намбія, ндау, шангані, сесото, сетсвана, тсонга, венда, коса і жестова мова.

## Релігії
| Релігії в Зімбабве (2012 рік) | Релігії в Зімбабве (2012 рік) | Релігії в Зімбабве (2012 рік) | Релігії в Зімбабве (2012 рік) | Релігії в Зімбабве (2012 рік) |
| ----------------------------- | ----------------------------- | ----------------------------- | ----------------------------- | ----------------------------- |
| Віросповідання:               |                               |                               | Відсоток:                     |                               |
| протестанти                   | протестанти                   |                               | 75.9%                         | 75.9%                         |
| католики                      | католики                      |                               | 8.4%                          | 8.4%                          |
| християни                     | християни                     |                               | 8.4%                          | 8.4%                          |
| мусульмани                    | мусульмани                    |                               | 1.2%                          | 1.2%                          |
| атеїсти                       | атеїсти                       |                               | 6.1%                          | 6.1%                          |

Головні релігії й вірування, які сповідує, і конфесії та церковні організації, до яких відносить себе населення країни: протестантизм — 75,9 % (апостольські церкви — 38 %, п'ятидесятництво — 21,1 %, інші — 16,8 %), римо-католицтво — 8,4 %, інші течії християнства — 8,4 %, традиційні вірування і іслам — 1,2 %, не сповідують жодної — 6,1 % (станом на 2011 рік).

## Освіта
Рівень письменності 2015 року становив 86,5 % дорослого населення (віком від 15 років): 88,5 % — серед чоловіків, 84,6 % — серед жінок.
Державні витрати на освіту становлять 2 % ВВП країни, станом на 2010 рік (155-те місце у світі). Середня тривалість освіти становить 10 років, для хлопців — до 10 років, для дівчат — до 10 років (станом на 2013 рік).

## Охорона здоров'я
Забезпеченість лікарями в країні на рівні 0,08 лікаря на 1000 мешканців (станом на 2011 рік). Забезпеченість лікарняними ліжками в стаціонарах — 1,7 ліжка на 1000 мешканців (станом на 2011 рік). Загальні витрати на охорону здоров'я 2014 року становили 6,4 % ВВП країни
Смертність немовлят до 1 року, станом на 2015 рік, становила 26,11 ‰ (69-те місце у світі); хлопчиків — 28,4 ‰, дівчаток — 23,76 ‰. Рівень материнської смертності 2015 року становив 443 випадків на 100 тис. народжень (15-те місце у світі).
Зімбабве входить до складу ряду міжнародних організацій: Міжнародного руху (ICRM) і Міжнародної федерації товариств Червоного Хреста і Червоного Півмісяця (IFRCS), Дитячого фонду ООН (UNISEF), Всесвітньої організації охорони здоров'я (WHO).

### Захворювання
Потенційний рівень зараження інфекційними хворобами в країні високий. Найпоширеніші інфекційні захворювання: діарея, гепатит А, черевний тиф, малярія, гарячка денге, шистосомози, сказ (станом на 2016 рік).
2014 року зареєстровано 1,55 млн хворих на СНІД (4-те місце у світі), це 16,74 % населення в репродуктивному віці 15—49 років (5-те місце у світі). Смертність 2014 року від цієї хвороби становила 38,6 тис. осіб (6-те місце у світі).
Частка дорослого населення з високим індексом маси тіла 2014 року становила 8,4 % (143-тє місце у світі); частка дітей віком до 5 років зі зниженою масою тіла становила 11,2 % (оцінка на 2014 рік). Ця статистика показує як власне стан харчування, так і наявну/гіпотетичну поширеність різних захворювань.

### Санітарія
Доступ до облаштованих джерел питної води 2015 року мало 97 % населення в містах і 67,3 % в сільській місцевості; загалом 76,9 % населення країни. Відсоток забезпеченості населення доступом до облаштованого водовідведення (каналізація, септик): у містах — 49,3 %, у сільській місцевості — 30,8 %, загалом по країні — 36,8 % (станом на 2015 рік). Споживання прісної води, станом на 2002 рік, дорівнює 4,21 км³ на рік, або 333,5 тонни на одного мешканця на рік: з яких 14 % припадає на побутові, 7 % — на промислові, 79 % — на сільськогосподарські потреби.

## Соціально-економічне становище
Співвідношення осіб, що в економічному плані залежать від інших, до осіб працездатного віку (15—64 роки) загалом становить 80,4 % (станом на 2015 рік): частка дітей — 75 %; частка осіб похилого віку — 5,3 %, або 18,7 потенційно працездатного на 1 пенсіонера. Загалом ці показники характеризують рівень затребуваності державної допомоги в секторах освіти, охорони здоров'я і пенсійного забезпечення, відповідно. За межею бідності 2012 року перебувало 72,3 % населення країни. Розподіл доходів домогосподарств у країні виглядає таким чином: нижній дециль — 2 %, верхній дециль — 40,4 % (станом на 1995 рік).
Станом на 2013 рік, у країні 8,5 млн осіб не має доступу до електромереж; 40 % населення має доступ, у містах цей показник дорівнює 80 %, у сільській місцевості — 21 %. Рівень проникнення інтернет-технологій низький. Станом на липень 2015 року в країні налічувалось 2,328 млн унікальних інтернет-користувачів (88-ме місце у світі), що становило 16,4 % загальної кількості населення країни.

### Трудові ресурси
Загальні трудові ресурси 2015 року становили 5,777 млн осіб (71-ше місце у світі). Зайнятість економічно активного населення у господарстві країни розподіляється таким чином: аграрне, лісове і рибне господарства — 66 %; промисловість і будівництво — 10 %; сфера послуг — 24 % (1996). Безробіття 2009 року дорівнювало 95 % працездатного населення, 2005 року — 80 % (208-ме місце у світі); серед молоді у віці 15—24 років ця частка становила 8,7 %, серед юнаків — 7,7 %, серед дівчат — 9,8 % (116-те місце у світі). Реальний стан на ринку праці країни невідомий.

## Кримінал

### Наркотики

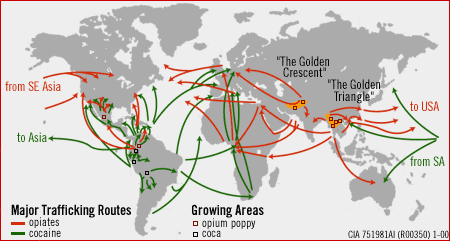
Світові маршрути наркотрафіку

Транзитна країна для наркотрафіку марихуани, південно-східноазійського героїну, мандраксу і метамфетамінів до Південної Африки.

### Торгівля людьми
Згідно зі щорічною доповіддю про торгівлю людьми (англ. Trafficking in Persons Report) Управління з моніторингу та боротьби з торгівлею людьми Державного департаменту США, уряд Зімбабве не докладає зусиль у боротьбі з явищем примусової праці, сексуальної експлуатації, незаконною торгівлею внутрішніми органами, законодавство не відповідає мінімальним вимогам американського закону 2000 року щодо захисту жертв (англ. Trafficking Victims Protection Act’s), країна перебуває у списку третього рівня.

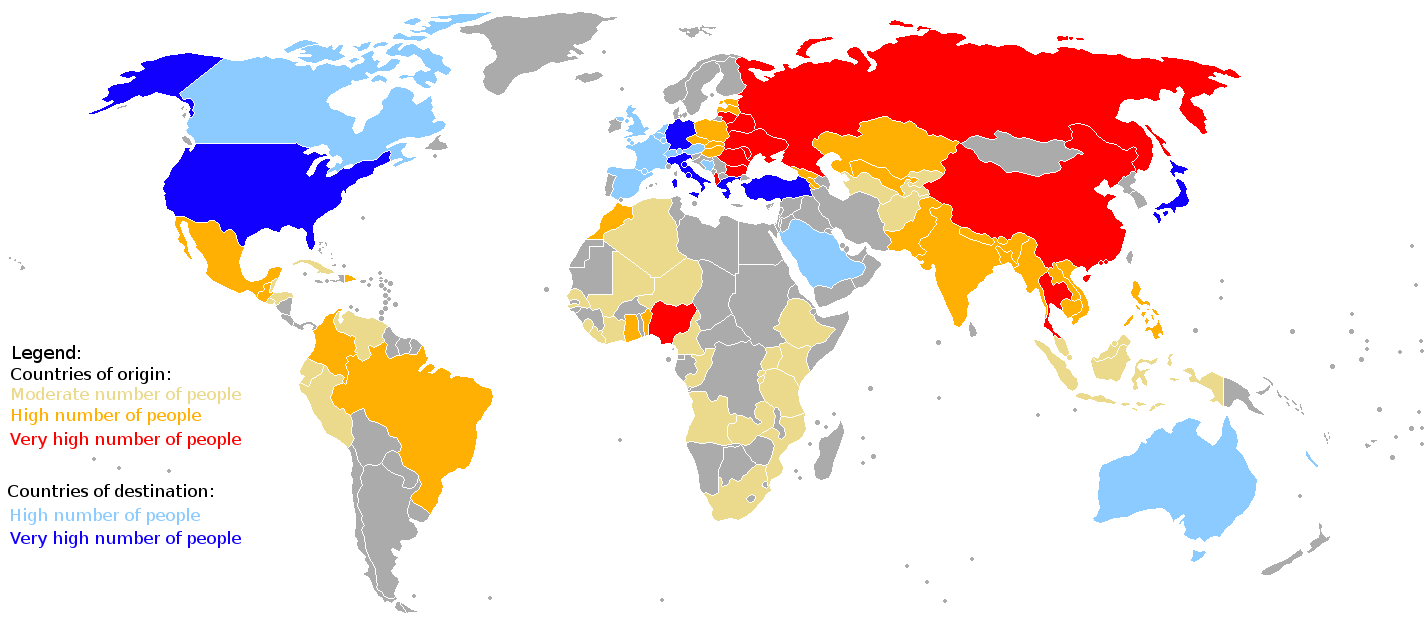
Країни-донори (червоний) і країни-реципієнти кримінальних потоків  (англ.)
Глобальна боротьба з торгівлею людьми (англ.)

## Гендерний стан
Статеве співвідношення (оцінка 2015 року):
- при народженні — 1,03 особи чоловічої статі на 1 особу жіночої;
- у віці до 14 років — 1,02 особи чоловічої статі на 1 особу жіночої;
- у віці 15—24 років — 1,01 особи чоловічої статі на 1 особу жіночої;
- у віці 25—54 років — 1,1 особи чоловічої статі на 1 особу жіночої;
- у віці 55—64 років — 0,57 особи чоловічої статі на 1 особу жіночої;
- у віці за 64 роки — 0,64 особи чоловічої статі на 1 особу жіночої;
- загалом — 1,01 особи чоловічої статі на 1 особу жіночої[1].

## Демографічні дослідження
Демографічні дослідження в країні ведуться рядом державних і наукових установ:

### Українською
- Атлас. 10—11 клас. Економічна і соціальна географія світу / упорядники :  О. Я. Скуратович, Н. І. Чанцева. — К. : ДНВП «Картографія», 2010. — ISBN 978-966-475-639-3.
- Атлас світу / голов. ред. І. С. Руденко ; зав. ред. В. В. Радченко ; відп. ред. О. В. Вакуленко. — К. : ДНВП «Картографія», 2005. — 336 с. — ISBN 9666315467.
- Безуглий В. В. Економічна і соціальна географія зарубіжних країн : Навчальний посібник. — К. : ВЦ «Академія», 2007. — 704 с. — ISBN 978-966-580-239-6.
- Безуглий В. В., Козинець С. В. Регіональна економічна і соціальна географія світу : Навчальний посібник. — видання 2-ге, доп., перероб. — К. : ВЦ «Академія», 2007. — 688 с. — ISBN 966-580-144-9.
- Головченко В. І., Кравчук О. Країнознавство: Азія, Африка, Латинська Америка, Австралія і Океанія. — К., 2006. — 335 с. — ISBN 966-8939-04-2.
- Гудзеляк І. І. Географія населення: Навчальний посібник / І. Гудзеляк. — Л. : Видавничий центр ЛНУ імені Івана Франка, 2008. — 232 с. — ISBN 978-966-613-599-8.
- Дахно І. І. Країни світу: Енциклопедичний довідник / І. І. Дахно, С. М. Тимофієв. — К. : Мапа, 2011. — 606 с. — (Бібліотека нового українця) — ISBN 978-966-8804-23-6.
- Дахно І. І. Економічна географія зарубіжних країн : навчальний посібник. — К. : Центр учбової літератури, 2014. — 319 с. — ISBN 978-611-01-0682-5.
- Джаман В. О. Регіональні системи розселення: демографічні аспекти. — Чернівці : Рута, 2003. — 392 с. — ISBN 9665685988.
- Дорошенко Л. С. Демографія: Навчальний посібник. — К. : МАУП, 2005. — 112 с. — ISBN 966-608-442-2.
- Дубович І. А. Країнознавчий словник-довідник. — 5-те вид., перероб. і доп. — К. : Знання, 2008. — 839 с. — ISBN 978-966-346-330-8.
- Економічна і соціальна географія країн світу. Навчальний посібник / За ред. Кузика С. П. — Л. : Світ, 2002. — 672 с. — ISBN 966-603-178-7.
- Загальна медична географія світу / В. О. Шевченко [та ін.] — К. : [б.в.], 1998. — 178 с.
- Книш М. М., Мамчур О. І. Регіональна економічна і соціальна географія світу (Латинська Америка та Карибські країни, Африка, Азія, Океанія) : навч. посіб. — Л. : ЛНУ ім. Івана Франка, 2013. — 368 с. — ISBN 978-617-10-0007-0.
- Крисаченко В. С. Динаміка населення: Популяційні, етнічні та глобальні виміри. — К. : Видавництво Національного інституту стратегічних досліджень, 2005. — 368 с. — ISBN 966-554-083-1.
- Любіцева О. О., Мезенцев К. В., Павлов С. В. Географія релігій. — К. : АртЕК, 1999. — 504 с. — ISBN 966-505-006-0.
- Масляк П. О. Країнознавство. — К. : Знання, 2007. — 292 с. — (Вища освіта XXI століття)
- Масляк П. О., Дахно І. І. Економічна і соціальна географія світу / П. О. Масляк, І. І. Дахно ; за ред. П. О. Масляка. — К. : Вежа, 2003. — 280 с. — ISBN 966-7091-53-8.

### Російською
- (рос.) Зимбабве // Демографический энциклопедический словарь / главн. ред. Валентей Д. И. — М. : Советская энциклопедия, 1985. — 608 с.
- (рос.) Зимбабве // Африка: энциклопедический справочник [в 2-х тт.] / гл. ред. А. Громыко. — М. : Советская энциклопедия, 1986. — Т. 1. — 672 с.
- (рос.) Зимбабве // Страны и народы. Африка. Восточная и Южная Африка / Редкол. : М. Б. Горнунг, Г. Б. Старушенко (отв. ред.) и др. — М. : «Мысль», 1981. — 269 с. — (Страны и народы) — 180 тис. прим.
- (рос.) Атлас народов мира / Отв. ред. С. И. Брук и В. С. Апенченко. — М. : ГУГК ГГК СССР и Институт этнографии им. Н. Н. Миклухо-Маклая АН СССР, 1964. — 185 с. — 20 тис. прим.
- (рос.) Численность и расселение народов мира. Этнографические очерки / под ред. С. И. Брука. — М. : Издательство АН СССР, 1962. — 487 с.
- (рос.) Лаппо Г. М. География городов: Учебное пособие для географических факультетов вузов. — М. : Туманит, изд. центр ВЛАДОС, 1997. — 476 с. — ISBN 5-691-00047-0.
- (рос.) Ягельский А. География населения. — М. : Прогресс, 1980. — 383 с.